# Gottfried Feurstein
Gottfried Feurstein (* 7. März 1939 in Andelsbuch; † 12. März 2024 in Dornbirn, Vorarlberg) war ein österreichischer Politiker (ÖVP). Feurstein war zwischen 1975 und 2002 Abgeordneter zum Nationalrat und bis 2016 Obmann des Vorarlberger ÖVP-Seniorenbundes.

## Ausbildung und Beruf
Feurstein besuchte zwischen 1945 und 1949 die Volksschule in Andelsbuch und danach die Hauptschule in Bezau. 1953 wechselte er an die Handelsschule in Bregenz, 1954 an die Bundeshandelsakademie und Bundeshandelsschule Bregenz, an der er 1958 die Matura ablegte. Feurstein studierte von 1958 bis 1963 Wirtschaftswissenschaften an der Universität Innsbruck und erwarb 1963 den akademischen Grad Dr. rer. oec. Ab 1959 war er Mitglied der katholischen Studentenverbindung KÖHV Leopoldina Innsbruck im ÖCV. 1964 leistete er den Präsenzdienst ab.
Gottfried Feurstein war zwischen 1961 und 1963 wissenschaftliche Hilfskraft am Institut für Volkswirtschaftslehre der Universität Innsbruck und ab 1963 Landesbeamter im Amt der Vorarlberger Landesregierung. Ab 1967 leitete er die Landesstelle für Statistik. Als Obmann des Pensionistenvereins Vorarlberg (ÖVP) wurde er bei der Wahl im April 2012 neu bestätigt, im März 2016 folgte ihm in dieser Funktion Werner Huber nach.

## Politik
Feurstein war ab 1965 Gemeinderat in Andelsbuch und zwischen 1970 und 1985 Geschäftsführer der Regionalplanungsgemeinschaft Bregenzerwald. Er vertrat zwischen dem 4. November 1975 und dem 19. Dezember 2002 die ÖVP im Nationalrat und war Stellvertretender Obmann im Ausschuss für Arbeit und Soziales.

## Ehrungen und Auszeichnungen
- Großes Silbernes Ehrenzeichen mit dem Stern für Verdienste um die Republik Österreich[5] (2002)
- Ehrenzeichen des Landes Vorarlberg in Gold (2003)
- Ritter des Ritterordens vom Heiligen Grab zu Jerusalem[6]